# 両備線
両備本線（りょうびほんせん）は、かつて国鉄バス・JRバス中国（中国JRバス）が運行していた自動車路線である。

## 概要

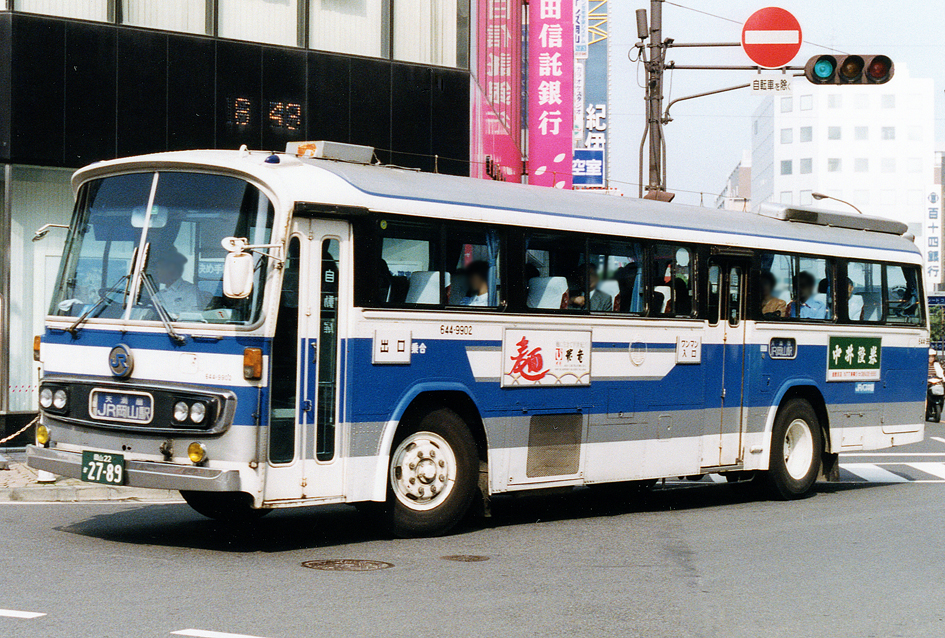
両備線に使用されていた車両 644-9902

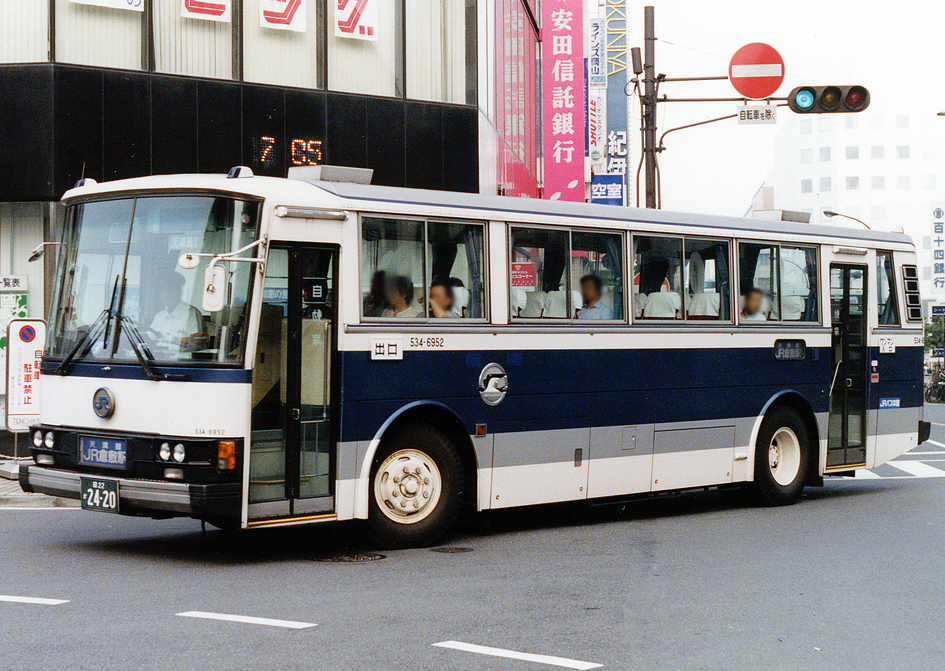
国鉄末期に導入された国鉄バス初の前後扉車 534-6952

本路線は1933年3月に倉敷と茶屋町を結ぶ省営バス「倉敷線」として開業したのが始まりである。鉄道敷設法別表第90号にある「岡山県倉敷ヨリ茶屋町ニ至ル鉄道」の先行路線であると同時に、鉄道線の短絡という使命も有していた。
1937年3月には倉敷と岡山を結ぶ路線が開通し、この時に「両備線」と改称された。この時、1931年に制定された自動車交通事業法や1933年の勅令により、省営バス開業により影響を受けるとされる岡山バス等の民営事業者2社に対して損失補償が行なわれている。1941年6月には倉敷と矢掛を結ぶ路線が開設されたが、第二次世界大戦に入ったことから、これ以後の省営バスの路線展開は貨物輸送の増強が中心となってゆく。
戦後しばらくは、復興が優先されたため動きがなかったが、1952年1月からは両備バスとの運輸協定により、両備バスが倉敷と岡山の路線に乗り入れる代わり、国鉄バスは倉敷と金光を結ぶ路線へ乗り入れるようになった。
1962年に「国鉄自動車の原則」に鉄道線の補完が加わると、国鉄では岡山から九州までを国鉄バス路線で結ぶ構想を立てた。このため、本路線地区では民間事業者と協議の上、まず1968年7月から金光と福山を結ぶ区間を延長、両備バス・井笠鉄道との相互乗り入れにより岡山と福山を結ぶ特急便の運行が開始された（路線名称も「瀬戸内東線」と変更されている）。この構想の実現には、福山と海田市間を国鉄バスで結ぶことが必要であったが、芸陽バスとの調整は進められたものの呉市交通局との調整が難航して岡山・九州間連絡計画は実現しないまま頓挫した。1971年には採算性が悪化していた金光 - 福山間を休止、1975年には路線名も「両備線」に戻されている。
一方、1970年代に入ってからのモータリゼーションの進展はバス事業者の経営を圧迫することになった。このため合理化を行うこととなり、本路線でも1974年にワンマン化を完了した。また、路線の整理も進められることとなり、倉敷 - 金光間についても1980年代には休止された。しかし、岡山と倉敷を結ぶ区間については、1984年時点でも15分ヘッドの運行が行なわれていた。1986年度下期には、国鉄バスでは初めての仕様となる前後扉配置の車両が導入された。
国鉄の分割民営化後も西日本旅客鉄道（JR西日本）を経て、中国JRバスに路線が承継された。その後も大学の新設などがあったため、比較的良好な状態で推移し、JRバスの通過連絡運輸適用路線縮小後も、倉敷駅と瀬戸大橋線を結ぶ短絡路線だった茶屋町線については通過連絡運輸適用路線として残り、茶屋町線を挟んだ前後の鉄道区間はキロ数通算可能であった。
しかし、2003年3月に中国JRバス岡山支店が合理化の対象となり、両備線のほとんどの区間や茶屋町線も中国JRバスの一般路線として廃止となった。これにより、岡山県のJRバス路線は中庄駅から清心学園前までの通学路線（実態はスクールバス）を除き、全て両備バスや下津井電鉄などのバス事業者に移管された。その通学路線も2016年4月1日に両備バスに移管され、岡山県での一般路線の運行は全廃した。

### 沿革
- 1933年3月30日 省営自動車倉敷線として倉敷・茶屋町間開業[1][2]。倉敷自動車所を開設。
- 1936年9月1日 - 倉敷自動車所を倉敷自動車区に改称。
- 1937年3月 - 倉敷・岡山間（両備線）が開業する。
- 1949年6月1日 - 日本国有鉄道が発足。倉敷自動車区の路線も国鉄バスとなる。
- 1950年4月1日 - 倉敷自動車区を倉敷自動車営業所に改称。
- 1958年3月22日 - 倉敷線茶屋町 - 宇野駅間延伸。
- 1962年12月29日 - 倉敷自動車営業所を岡山県都窪郡吉備町下撫川（現・岡山市北区撫川）1460番地に移転し、岡山自動車営業所が発足。
- 1965年12月28日 - 倉敷線を茶屋町線に改称。
- 1968年7月20日 - 両備本線唐船 - 福山間延伸。茶屋町線の茶屋町 - 宇野間を廃止。
- 1968年10月1日 - 路線名を両備線から瀬戸内東線に改称。
- 1974年7月1日 - 岡山 - 倉敷間及び倉敷 - 茶屋町間の貨物運送を廃止。
- 1975年3月10日 - 路線名を瀬戸内東線から両備線に再改称。
- 1977年3月1日 - 両備本線の唐船 - 福山間を廃止。
- 1987年4月1日 - 国鉄分割民営化により岡山自動車営業所が西日本旅客鉄道（JR西日本バス）に移管される。
- 1988年4月1日 - JR西日本岡山自動車営業所がJRバス中国（中国JRバス）岡山営業所に移行。
- 2000年4月1日 - 岡山営業所を岡山支店に改称。
- 2003年4月1日 - 茶屋町線を下津井電鉄に移管（下電バス帯江茶屋町線）。
- 2016年1月31日 - 中鉄バスがこの路線から撤退。
- 2016年4月1日 - 中庄駅～川崎医大前～清心学園前の区間を両備ホールディングス（両備バス）に移管。

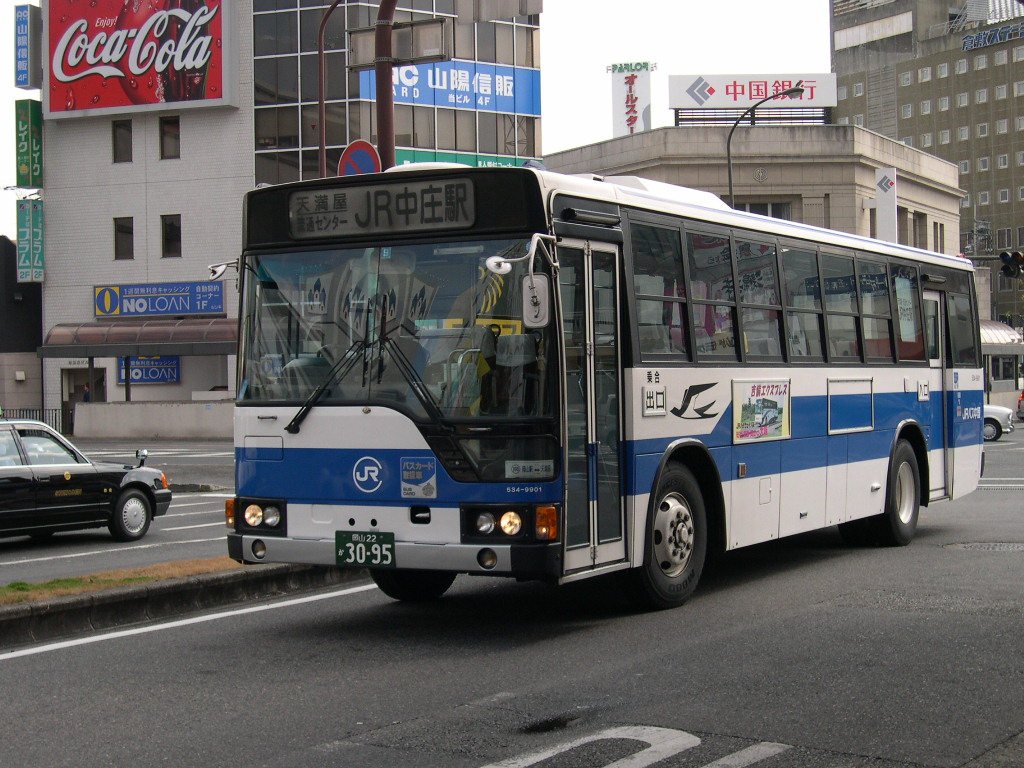
両備線
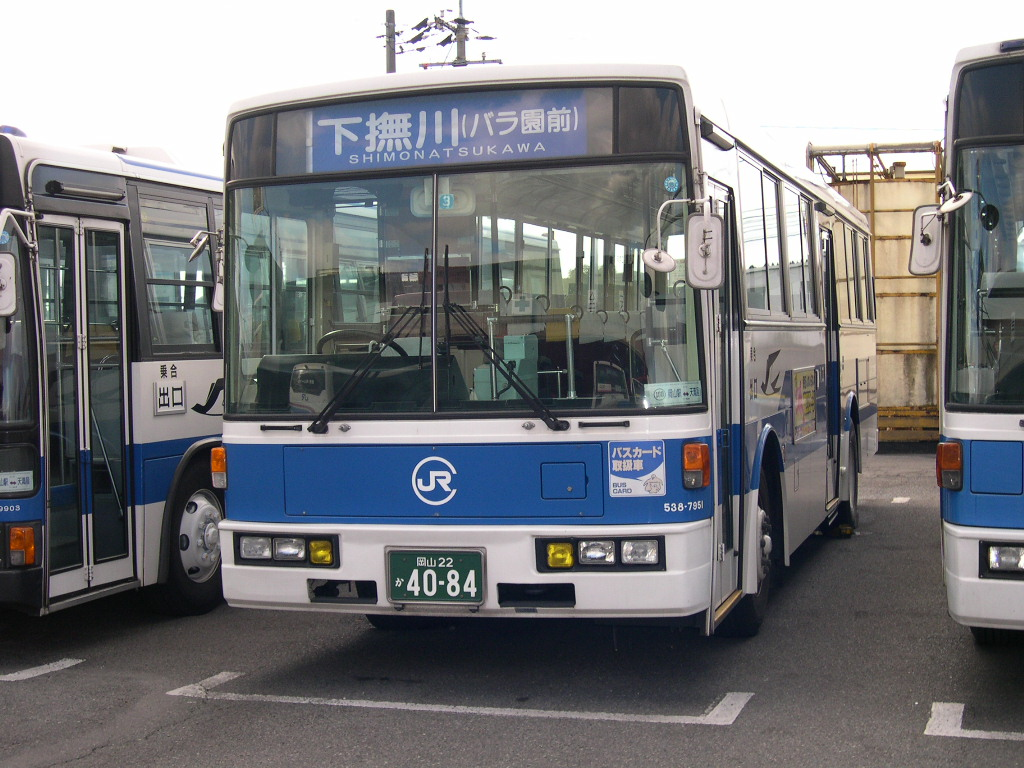
両備線
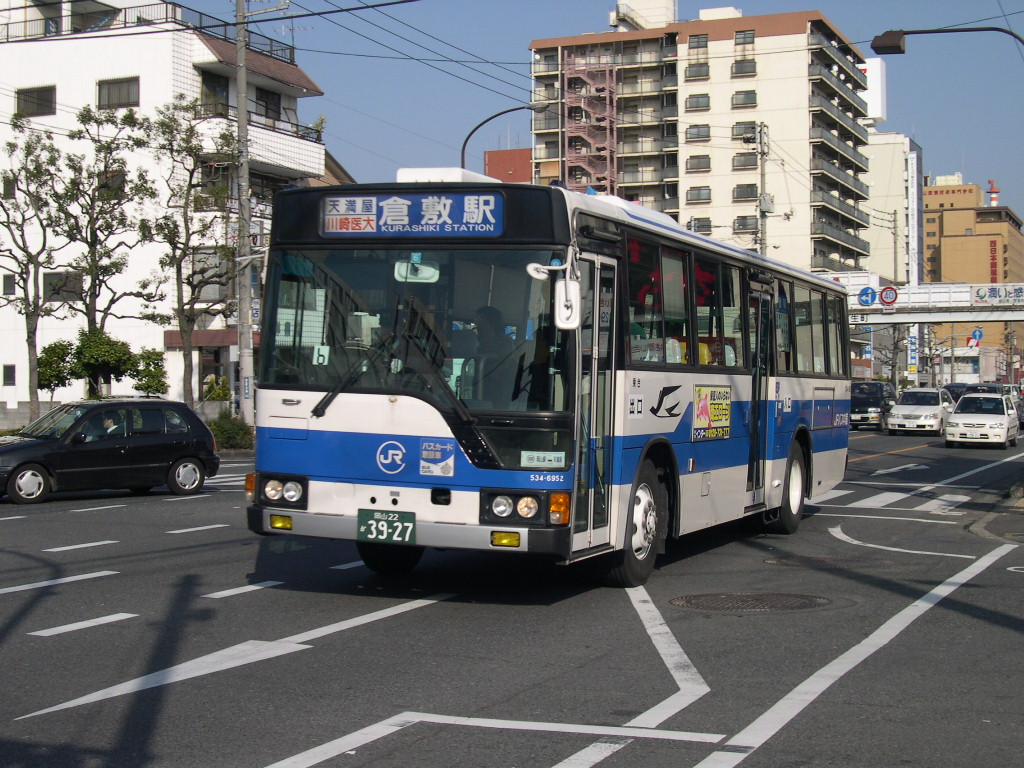
両備線
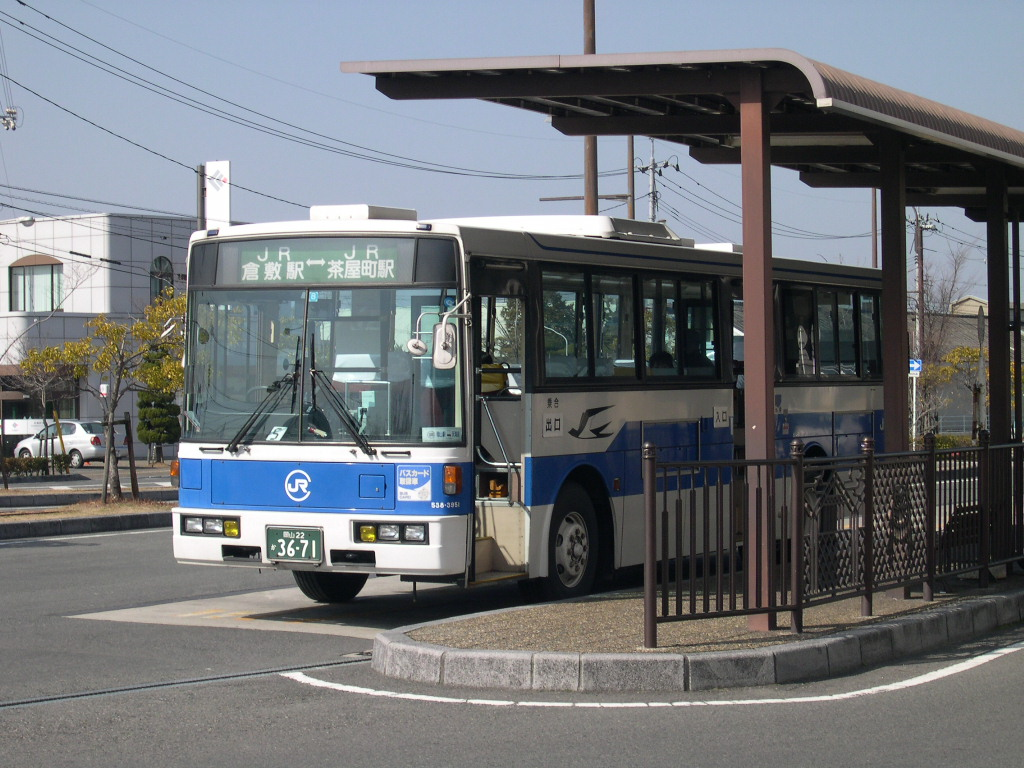
茶屋町線

## 路線一覧
- 両備本線
- 岡山 - 松島北ノ口 - 倉敷 - 唐船 - 金光（廃止）
  - 松島北ノ口 - 清心学園前 (廃止)
  - 松島北ノ口 - 中庄 (廃止)
  - 唐船 - 福山（廃止）
- 茶屋町線
  - 倉敷 - 茶屋町（廃止）
- 矢掛線
  - 倉敷 - 矢掛（廃止）

## 備考
- 車庫は岡山市北区撫川の下撫川バス停にある岡山支店である。
- 岡山支店の一般路線車は大型車しかなかったため、三菱ふそうと当時の日産ディーゼルの大型車（5型）で運行されていた。
- 宇野線・本四備讃線の列車が茶屋町駅に到着する際には、「JRバス帯江経由倉敷行きは何時何分、駅前バスのりばから発車します」というアナウンスがあった。なお、倉敷駅ではそのようなアナウンスはなかった。
- 茶屋町線については、下津井電鉄のバス路線（以前から下電で運行していた倉敷駅～天城経由の茶屋町線と区別するため帯江茶屋町線に改称した。倉敷側をイオンモール倉敷まで、茶屋町側を下電興除車庫前まで延伸し、イオンモール倉敷帯江茶屋町線に改称されている。2015年9月30日限りでイオンモール倉敷 - 倉敷駅南口間が廃止され、現在は茶屋町・倉敷成人病センター線となっている）となって2015年現在も運行中である[3]。但し、中国JRバスの路線として廃止になった際に通過連絡運輸の適用対象外とされた。現在、JRバスの路線バスで路線を挟んで前後の鉄道区間が全国的にキロ数通算可能になる区間はない。